# فيليب روسيلو
فيليب روسيلو (بالفرنسية: Philippe Rousselot)‏ (و. 1945 – م) هو مصور سينمائي من فرنسا.

## جوائز وترشيحات
حصل على جوائز منها:
- جائزة الأوسكار لأفضل تصوير سينمائي، عن عمل: النهر يجري من خلالها.

ترشح لـ:
- جائزة الأوسكار لأفضل تصوير سينمائي، عن عمل: أمل ومجد
- جائزة الأوسكار لأفضل تصوير سينمائي، عن عمل: Henry & June
- جائزة الأوسكار لأفضل تصوير سينمائي، عن عمل: النهر يجري من خلالها.

## وصلات خارجية
- فيليب روسيلو على موقع IMDb (الإنجليزية)
- فيليب روسيلو على موقع قاعدة بيانات الأفلام العربية
- فيليب روسيلو على موقع ألو سيني (الفرنسية)
- فيليب روسيلو على موقع أول موفي (الإنجليزية)
- فيليب روسيلو على موقع بوكس أوفيس موجو (الإنجليزية)
- فيليب روسيلو على موقع قاعدة بيانات الأفلام السويدية (السويدية)
- فيليب روسيلو على موقع قاعدة بيانات الفيلم (الإنجليزية)
- فيليب روسيلو على موقع كينوبويسك (الروسية)